# Boogie Nights
Boogie Nights és una pel·lícula del 1997 escrita, dirigida i produïda per Paul Thomas Anderson. És protagonitzada per Mark Wahlberg, Burt Reynolds i Julianne Moore.
La història tracta sobre un jove que vol entrar en el negoci del cinema pornogràfic a les acaballes de la dècada de 1970 a Califòrnia.

## Argument
La pel·lícula retrata la indústria pornogràfica a finals dels 70 i començaments dels 80 vista des de la perspectiva d'un jove estrella del porno, en Dirk Diggler (Mark Wahlberg). A la pel·lícula s'hi detalla el seu descobriment pel director Jack Horner (basat en William Margold), interpretat per Burt Reynolds. La història se centra en l'entrada d'en Diggler en el negoci, el seu ascens a la fama i la seva caiguda a causa de l'addicció a la cocaïna i a les metamfetamines, que li provoca una paranoia i impotència que el fa apartar-lo del negoci.
L'ascens i la caiguda d'en Dirk Diggler serveix per explorar altres personatges, la moda i els esdeveniments propis dels anys 70 i 80. Tots els personatges acaben experimentant alts i baixos.
En Jack descobreix el jove Eddie Adams treballant en un club nocturn i no triga a reclutar-lo per al seu negoci. L'Eddie adopta el nom de Dirk Diggler i es converteix en una celebritat en la indústria porno, guanyant alguns premis i tenint un gran poder adquisitiu.
Essent conscients de la capacitat d'en Jack per mantenir l'audiència durant els moments previs al clímax, en Dirk i una altra estrella porno, en Reed Rothchild, presenten a en Jack una idea sobre dos herois de pel·lícula porno d'acció. Basant-se en ells mateixos desenvolupen Brock Landers i Chest Rockwell. No queda gaire clar si es tracta de policies, investigadors privats o simples vigilants, però les seves pel·lícules són un gran èxit comercial.
L'assistent de director d'en Jack, en Little Bill (William H. Macy) està casat amb una altra estrella porno (estel·laritzada per l'estrella porno real Nina Hartley), qui constantment l'humilia tenint sexe amb altres homes. Ell la descobreix enganyant-lo a la festa de cap d'any en una orgia. Aleshores agafa una pistola i dispara als participants de l'orgia, fins i tot a la seva pròpia dona. Tot seguit se suïcida davant dels assistents a la festa. A partir d'aquest moment tots els altres personatges de la pel·lícula comencen a canviar.
En una llarga seqüència, la pel·lícula es mou de personatge en personatge, mostrant llurs alts i baixos després de deixar la indústria. Els esforços d'en Jack per mantenir-se en l'imperi del porno fracassen després que el seu agent, el Coronel James (Robert Ridgely) és empresonat per càrrecs de pornografia infantil. El nou productor, en Floyd Gdondoli (Philip Baker Hall) insisteix a reduir despeses filmant actors amateurs. A en Jack no li agrada aquest nou format de pel·lícules que no té guió, sense desenvolupament de personatges i fins i tot sense director. Tot i això intenta tornar a aixecar la seva carrera amb l'ajut de la Rollergirl (Heather Graham), tot i que acaba anant-se en orris de nou.
L'Amber Waver (Julianne Moore) es troba immersa en un litigi legal contra el seu ex-espòs (John Doe) per obtenir la custòdia del seu fill. El judici falla en contra seva a causa de la seva professió com a actriu porno, el seu passat criminal i la seva addicció a la cocaïna.
En Buck Swope (Don Cheadle) es casa amb una altra estrella porno, la Jessie St. Vincent (Melora Walters), qui poc després queda embarassada. Després que li neguin un préstec bancari per obrir una botiga de ràdios, en Buck acaba treballant en una botiga de dolços, on entra un lladre, i en una batussa moren tant el lladre com el caixer, i en Buck aprofita per agafar tots els diners per poder obrir el seu propi negoci.
Finalment, en Dirk (Mark Wahlberg) es converteix en un addicte a la cocaïna i a les metamfetamines. Durant una escena té una violenta baralla amb en Jack. Ell i en Reed se'n van per continuar llur somni de convertir-se en estrelles de rock a començaments dels 80. Tanmateix, a causa de la seva addicció a les drogues no poden pagar un estudi per gravar una maqueta. En Dirk i en Reed, amb el seu amic Todd (Thomas Jane), intenten enganyar el contrabandista Rahad Jackson (Alfred Molina) venent-li mig kilo de bicarburat de sodi com si fos cocaïna. Durant el tracte, en Todd intenta extorsionar el traficant i l'acaben matant durant un tiroteig. En Dirk i en Reed amb prou feines aconsegueixen escapar-ne. En Dirk tracta de prostituir-se però és assaltat per un grup de joves que l'acaben apallissant. No gaire després en Dirk torna a casa d'en Jack i tots dos es reconcilien. En Dirk torna a entrar a la indústria porno, ja que molts dels actors viuen a casa d'en Jack com si fossin una família.

## Repartiment
- Mark Wahlberg
- Burt Reynolds
- Julianne Moore
- John C. Reilly
- Don Cheadle
- Heather Graham
- William H. Macy
- Robert Ridgely
- Philip Baker Hall
- John Doe
- Thomas Jane
- Alfred Molina
- Philip Seymour Hoffman

## Al voltant de la pel·lícula
- Les escenes del night club han estat rodades al The Country Club situat a Reseda, Califòrnia.
- Leonardo DiCaprio era la primera tria d'Anderson per interpretar el paper de Dirk Diggler, però va preferir finalment acceptar interpretar a Titanic de James Cameron.
- L'escena d'obertura dura prop de tres minuts sense tall (pla seqüència) i mostra la quasi totalitat dels personatges. Al final de la pel·lícula, es veu una escena similar amb més personatges.
- El personatge de Dirk Diggler hauria estat inspirat en John C. Holmes.
- La dona exactriu porno de Little Bill  (William H. Macy) no és altra que Nina Hartley, una actriu porno de debò.
- Ron Jeremy va ser consultor de la pel·lícula.
- Veronica Hart, actriu porno, interpreta el paper de la jutgessa Kathleen O'Malley.
- Els papers de Heather Graham (Rollergirl/Brandy) i de Julianne Moore (Amber Waves/Maggie) estan inspirats en els personatges de la pel·lícula New Wave Hookers de 1985.
- El paper de Melora Walters (Jessie St. Vincent) està inspirat en l'actriu pornogràfica Jesie St. James.

## Premis i nominacions

### Oscars
| Any  | Categoria                | Candidat             | Resultat  |
| ---- | ------------------------ | -------------------- | --------- |
| 1998 | Millor actor secundari   | Burt Reynolds        | Candidat  |
| 1998 | Millor actriu secundària | Julianne Moore       | Candidata |
| 1998 | Millor guió original     | Paul Thomas Anderson | Candidat  |

### Globus d'Or
| Any  | Categoria                | Candidat       | Resultat  |
| ---- | ------------------------ | -------------- | --------- |
| 1998 | Millor actor secundari   | Burt Reynolds  | Guanyador |
| 1998 | Millor actriu secundària | Julianne Moore | Candidata |

### BAFTA
| Any  | Categoria              | Candidat             | Resultat |
| ---- | ---------------------- | -------------------- | -------- |
| 1998 | Millor actor secundari | Burt Reynolds        | Candidat |
| 1998 | Millor guió original   | Paul Thomas Anderson | Candidat |

### Premis del Sindicat d'Actors
| Any  | Categoria          | Candidat | Resultat |
| ---- | ------------------ | -------- | -------- |
| 1998 | Millor repartiment | Nominada |          |

### Premis del Cercle de crítics cinematogràfics de Florida
| Any  | Categoria          | Candidat   | Resultat |
| ---- | ------------------ | ---------- | -------- |
| 1998 | Millor repartiment | Guanyadora |          |

### MTV Movie Awards
| Any  | Categoria                       | Candidat   | Resultat |
| ---- | ------------------------------- | ---------- | -------- |
| 1998 | Millor caracterització femenina | Guanyadora |          |